# A. James Gregor
Anthony James Gregor (Nueva York, 2 de abril de 1929 - Berkeley, 30 de agosto de 2019) fue un politólogo, eugenista y profesor de ciencias políticas en la Universidad de California, Berkeley, conocido por sus investigaciones sobre el fascismo, el marxismo y seguridad nacional, es considerado uno de los más grandes expertos sobre el fascismo.

## Biografía
Nació como Anthony Gimigliano en la ciudad de Nueva York. Su padre, Antonio, era maquinista, obrero y anarquista apolítico. Gregor sirvió como voluntario en el ejército de los EE. UU. Asistió y se graduó en 1952 de la Universidad de Columbia y luego se desempeñó como maestro de ciencias sociales en la escuela secundaria mientras trabajaba para obtener sus títulos avanzados. Antes de fundar la IAAEE , publicó varios artículos sobre ciencia racial y sindicalismo para The European de Oswald Mosley y Genus de Corrado Gini. El primer artículo de Gregor en este último fue una defensa de las teorías de Gini, y posteriormente los dos se hicieron amigos y colaboradores hasta la muerte de Gini en 1965. 
En 1959, Gregor se unió a Robert E. Kuttner para fundar la Asociación Internacional para el Avance de la Etnología y la Eugenesia (IAAEE), donde Gregor actuó como secretario. Según Gregor, la organización se fundó para restaurar "un clima intelectual en los EE.UU. y en todo el mundo occidental, que permitiría una discusión libre y abierta de... problemas raciales". La organización fue financiada por el segregacionista Wickliffe Draper para oponerse al movimiento de derechos civiles. Como parte de este grupo, Gregor también fue editor asistente y colaborador de Mankind Quarterly, la revista de la organización. Gregor argumentaría que su interés en la organización era por motivos eugenistas más que raciales.
Durante este período, realizó estudios de campo antropológicos de los aborígenes en Australia Central y estudios similares en Sudáfrica y en el sur de los Estados Unidos. En 1960, obtuvo empleo como profesor de filosofía en el Washington College, y en 1961 recibió su doctorado en Columbia como becario Irwin Edman con Distinción en Historia después de su disertación sobre Giovanni Gentile. Gregor se convirtió en profesor asistente de filosofía en la Universidad de Hawái de 1961 a 1964. Se convirtió en profesor asociado de filosofía en las universidades de Kentucky y Texas entre 1964 y 1967. Gregor se unió al Departamento de Ciencias Políticas de la Universidad de California en Berkeley en 1967, donde permaneció hasta su jubilación.
Gregor formó parte de un movimiento de académicos en la década de 1960 que rechazó la interpretación tradicional del fascismo como un callejón sin salida ideológicamente vacío, reaccionario y antimoderno. Afirmó que el fascismo italiano tenía una gran deuda con las corrientes ideológicas europeas en sociología y teoría política. Gregor describió el fascismo como una teoría coherente y seria del estado y la sociedad, y argumentó que desempeñó un papel revolucionario y modernizador en la historia europea. Su teoría del fascismo genérico lo describió como una forma de "dictadura desarrollista". Desde la década de 1970, Gregor dedicó la mayor parte de su investigación académica al estudio del fascismo y es por esto que es más conocido. En 1969, publicó La ideología del fascismo: la razón fundamental del totalitarismo; en 1974, escribió La persuasión fascista en la política radical. Desde entonces publicó otras obras sobre el tema, como Los intelectuales de Mussolini, Los rostros de Jano, La búsqueda del neofascismo y Marxismo, fascismo y totalitarismo.
Gregor argumentó que los estudiosos no están de acuerdo con la definición de fascismo, afirmando en 1997 que "casi todos los especialistas tienen su propia interpretación". En Los rostros de Jano (2000), Gregor afirmó que los "fascistas originales eran casi todos marxistas, teóricos serios que se habían identificado durante mucho tiempo con la intelectualidad italiana de izquierda". En El joven Mussolini (1979), Gregor describe el fascismo como "una variante del marxismo clásico". Según Gregor, muchos movimientos revolucionarios han asumido rasgos del fascismo paradigmático, pero ninguno es su duplicado. Dijo que la China posmaoísta muestra muchos de sus rasgos. Negó que el fascismo paradigmático pueda identificarse responsablemente como una forma de extremismo de derecha. Además, tradujo algunas obras de Giovanni Gentile y tuvo contacto con Ugo Spirito, Giuseppe Prezzolini, Julius Evola, entre otros personajes relacionados al fascismo, permitiéndole indagar de primera mano sobre el fascismo.
En la década de 1960, Gregor realizó numerosos talleres y conferencias para convencer a los políticos y académicos de que apoyaran el papel de Estados Unidos en la guerra de Vietnam. Durante las décadas de 1970 y 1980, Gregor se desempeñó como asesor no remunerado del dictador filipino Ferdinand Marcos, quien lo llevó en avión a Honolulu como parte de un "programa de contrapropaganda", donde argumentó que Estados Unidos debería retener el apoyo a la oposición democrática de Marcos por la oposición de este último a las bases militares de EE. UU., al tiempo que minimiza las acusaciones de abusos de los derechos humanos como "indocumentadas o puramente herejías". Gregor proporcionó los nombres de "otros académicos conservadores" que serían útiles para un trabajo similar, que fueron enviados al Ministro de Relaciones Exteriores.
Gregor fue nombrado miembro nacional de Guggenheim; miembro principal del Instituto de Estudios Sociales Avanzados de la Universidad Hebrea de Jerusalén; Profesor H. L Oppenheimer en la Universidad del Cuerpo de Marines, Quantico, Virginia; y Caballero de la Orden del Mérito de la República Italiana. En 2019, Gregor murió a los 90 años. 
Sus investigaciones han tenido un seguimiento historiográfico en historiadores y politólogos como Zeev Sternhell, Emilio Gentile y Pier Giorgio Zunino, quienes han dedicado parte de su obra a los aspectos doctrinales del fascismo. Poco después de la muerte de Gregor, el científico social Phillip Becher publicó como monografía un extenso estudio crítico de sus trabajos sobre el fascismo. En 2021, el historiador italiano Antonio Messina publicó en Italia el primer gran estudio sobre el pensamiento y la obra de Gregor. Del volumen, que recoge una multiplicidad de contribuciones de diversos estudiosos, se desprende el papel de Gregor como punto de referencia para los estudios comparados sobre el fascismo y los diversos tipos de regímenes nacional-populistas. A su vez, este papel se ha cuestionado críticamente, especialmente por algunos estudiosos que, como se señala en un artículo posterior, fueron ellos mismos criticados por la superficialidad de sus argumentos y por ser víctimas de prejuicios ideológicos marxistas, lo que habría comprometido su imparcialidad y profundidad analítica.

## Obras
- A Survey of Marxism: Problems in Philosophy and the Theory of History
- Mussolini's Intellectuals: Fascist Social and Political Thought
- The Faces of Janus: Marxism and Fascism in the Twentieth Century
- Giovanni Gentile: philosopher of fascism
- Professor Renzo De Felice and the Fascist Phenomenon
- Contemporary Radical Ideologies: Totalitarian Thought in the Twentieth Century
- The Ideology of Fascism: the rationale of totalitarianism
- An Introduction to Metapolitics: A Brief Inquiry into the Conceptual Language of Political Science
- The Fascist Persuasion in Radical Politics
- Interpretations of Fascism
- Sergio Panunzio: Il sindacalismo ed il fondamento razionale del fascismo
- Roberto Michels e l'ideologia del fascismo
- Young Mussolini and the intellectual origins of Fascism
- Italian Fascism and Developmental Dictatorship
- Ideology and development: Sun Yat-sen and the Economic History of Taiwan
- The China Connection: U.S. policy and the People's Republic of China
- Marxism, China, & Development: Reflections on Theory and Reality
- A Place in the Sun: Marxism and Fascism in China's Long Revolution
- The Search for Neofascism
- Marxism, Fascism, and Totalitarianism: Chapters in the Intellectual History of Radicalism
- Marxism and the Making of China: A Doctrinal History
- Reflections on Italian Fascism: An Interview with Antonio Messina